# Mei Lanfang

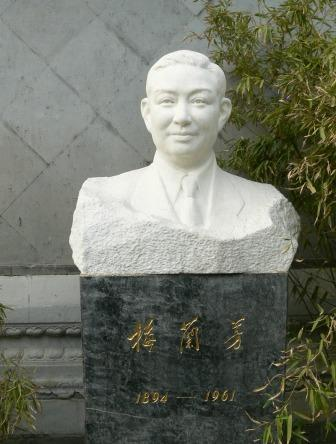
Byst av Mei Lanfang på Mei Lanfang Memorial Museum i Peking.

Mei Lanfang, född 22 oktober 1894 i Peking, död där 8 augusti 1961, var en kinesisk skådespelare/sångare inom pekingoperan. 
Mei som härstammade från Jiangyan i Jiangsu-provinsen föddes in i en familj av skådespelare inom pekingopera (Jingju) och Kunqu och inledde sin karriär på scenen, som kom att pågå i femtio år, redan som elvaåring. Hans specialitet var kvinnoroller som han spelade och sjöng på ett mycket mjukt och skolbildande sätt. 
I Europa hade han stort inflytande på bland andra Bertolt Brecht, och var egentligen den första skådespelare inom pekingoperan som blev känd utanför Kina. 1949 utnämndes Mei till chef för Pekings pekingopera och andra tunga kulturposter. Han lär ha varit den då högst betalde personen i Folkrepubliken. 
Mei skrev även en biografi som på engelska har titeln Forty Years of Life on the Stage.
Under kronprinsparet Gustaf Adolfs och Louise Mountbattens resa till Kina 1926-1927, där även arkeologen Johan Gunnar Andersson var med, besökte man Mei i hans hem i Peking. Östasiatiska museet i Stockholm har i sitt bildarkiv ett 30-tal bilder av Mei, förvärvade från Andersson.